# Топтушка
Топту́шка (рос. Топтушка) — село у складі Тогульського району Алтайського краю, Росія. Адміністративний центр та єдиний населений пункт Топтушинської сільської ради.
Стара назва — Велика Топтушка.

## Населення
Населення — 223 особи (2010; 344 у 2002).
Національний склад (станом на 2002 рік):
- росіяни — 98 %